# Andrognathus hoffmani
Andrognathus hoffmani – gatunek dwuparca z rzędu Platydesmida i rodziny Andrognathidae.
Gatunek ten opisany został w 2009 roku przez Williama A. Sheara i Paula E. Marka na podstawie 4 samców i 4 samic odłowionych w 2005 roku na wschodnich zboczach Cerro el Potosí.
Samce mają od 45 do 68, a samice od 44 do 64  pierścieni tułowia. U holotypowego samca długość ciała wynosi 20 mm, a u jednej z samic 24 mm, w obu przypadkach przy szerokości ciała 0,6 mm. Głowa jest gęsto oszczeciniona i nienakryta przez lekko wykrojone na przednim brzegu collum. Pierścienie tułowia od drugiego do czwartego mają prozonity wyraźnie odrębne od wyposażonych w krótkie paranota metazonitów. Piąty pierścień jest znacznie dłuższy od poprzednich, o niedwupłatowym pleurotergicie i paranotach dwukrotnie dłuższych niż pierścienia czwartego. Na kolejnych pierściniach paranota wyrastają nie tylko z przednich, ale przynajmniej częściowo z tylnych części metazonitów, co różni ten gatunek od A. corticarius. Wszystkie metazonity są gęsto oszczecinione i oddzielone linią płaskich guzków od prozonitów. U samców między biodrami przedniej pary gonopodów i przed nimi leży guzkowaty wyrostek. Drugi człon przednich gonopodów jest długi i trójkątny, a człon końcowy skręcony i tworzy zakrzywiony na zewnątrz wyrostek. Gonoody tylnej pary mają tęgie biodra i po dwa palcowate wyrostki na końcowych członach.
Wij znany wyłącznie z lokalizacji typowej w meksykańskim stanie Nuevo León, położonej na wysokości około 3000 m n.p.m..